# 843 (numero)
Ottocentoquarantatré (843) è il numero naturale dopo l'842 e prima dell'844.

## Proprietà matematiche
- È un numero dispari.
- È un numero composto con 4 divisori: 1, 3, 281, 842. Poiché la somma dei suoi divisori (escluso il numero stesso) è 285 < 843, è un numero difettivo.
- È un numero semiprimo.
- È un numero membro della successione di Lucas.
- È un numero malvagio.
- È un numero intero privo di quadrati.
- È un numero nontotiente in quanto dispari e diverso da 1.
- È un numero palindromo nel sistema di numerazione binario e nel sistema posizionale a base 15 (3B3). In quest'ultima base è altresì un numero ondulante.

## Astronomia
- 843 Nicolaia è un asteroide della fascia principale del sistema solare.

## Astronautica
- Cosmos 843 è un satellite artificiale russo.

## Altri ambiti
- Il Volo TWA 843 era un volo di linea della Trans World Airlines tra l'Aeroporto Internazionale John F. Kennedy e l'Aeroporto Internazionale di San Francisco. Il 30 luglio 1992 durante il decollo il Lockheed L-1011 che operava il volo a causa di un errore del pilota e dal malfunzionamento di un sensore dell'AoA atterrò pesantemente sulla pista prendendo fuoco. Al termine delle operazioni di evacuazione non si contarono vittime.
- La Strada europea E843 è una strada di classe il cui percorso si trova completamente in territorio italiano.  Collega Bari con Taranto e interconnette le strade europee E55 e E90.